# Silvano Moro
Silvano Moro (28. prosinec 1927, San Giorgio di Nogaro, Italské království – 14. duben 2008) byl italský fotbalový obránce a trenér.
Fotbalové vyrůstal v třetiligovém klubu Pro Gorizia. Po třech letech odešel do prvoligového Udinese ve kterém strávil dva roky. V roce 1953 přestoupil do Milána. Jenže v Miláně se neuchytil a po jedné sezoně odešel do Vicenzi, které pomohl vyhrát druhou ligu. Nejvíce utkání v kariéře odehrál v Padově. Zde odehrál 108 utkání. Fotbalovou kariéru ukončil v roce 1963 v třetiligové Chieti.
Za reprezentaci odehrál jedno utkání.

## Hráčská statistika
| Sezóna  | Klub    | Liga    | Liga   | Liga | Ligové poháry | Ligové poháry | Ligové poháry | Kontinentální poháry | Kontinentální poháry | Kontinentální poháry | Celkem | Celkem |
| Sezóna  | Klub    | Soutěž  | Zápasy | Góly | Soutěž        | Zápasy        | Góly          | Soutěž               | Zápasy               | Góly                 | Zápasy | Góly   |
| ------- | ------- | ------- | ------ | ---- | ------------- | ------------- | ------------- | -------------------- | -------------------- | -------------------- | ------ | ------ |
| 1951/52 | Udinese | Serie A | 29     | 0    | -             | 0             | 0             | -                    | 0                    | 0                    | 29     | 0      |
| 1952/53 | Udinese | Serie A | 32     | 9    | -             | 0             | 0             | -                    | 0                    | 0                    | 32     | 9      |
| 1953/54 | Milán   | Serie A | 12     | 0    | -             | 0             | 0             | -                    | 0                    | 0                    | 12     | 0      |
| 1954/55 | Vicenza | Serie B | 32     | 1    | -             | 0             | 0             | -                    | 0                    | 0                    | 32     | 1      |
| 1955/56 | Padova  | Serie A | 26     | 3    | -             | 0             | 0             | -                    | 0                    | 0                    | 26     | 3      |
| 1956/57 | Padova  | Serie A | 21     | 4    | -             | 0             | 0             | -                    | 0                    | 0                    | 21     | 4      |
| 1957/58 | Padova  | Serie A | 33     | 6    | IP            | 8             | 3             | -                    | 0                    | 0                    | 41     | 9      |
| 1958/59 | Padova  | Serie A | 24     | 4    | -             | 0             | 0             | -                    | 0                    | 0                    | 24     | 4      |
| 1959/60 | Padova  | Serie A | 3      | 1    | -             | 0             | 0             | -                    | 0                    | 0                    | 3      | 1      |
| 1960/61 | Treviso | Serie C | 16     | 5    | -             | 0             | 0             | -                    | 0                    | 0                    | 16     | 5      |
| 1961/62 | Udinese | Serie A | 10     | 0    | -             | 0             | 0             | -                    | 0                    | 0                    | 10     | 0      |
| 1962/63 | Chieti  | Serie C | 26     | 1    | -             | 0             | 0             | -                    | 0                    | 0                    | 26     | 1      |
| Celkem  | Celkem  | Celkem  | 258    | 34   | -             | 8             | 3             | -                    | !0                   | 0                    | 271    | 37     |

## Hráčské úspěchy

### Klubové
- 1× vítěz 2. italské ligy (1954/55)

### Reprezentační
- 1x na MP (1955-1960)